# Plectorhinchus flavomaculatus
Plectorhinchus flavomaculatus és una espècie de peix de la família dels hemúlids i de l'ordre dels perciformes.

## Morfologia
Els mascles poden assolir els 60 cm de longitud total.

## Distribució geogràfica
Es troba des del Mar Roig fins a Transkei (Sud-àfrica), Papua Nova Guinea, el sud del Japó i Austràlia (Austràlia Occidental i Nova Gal·les del Sud).